# Distretto di Quillo
Il distretto di Quillo è un distretto del Perù nella provincia di Yungay (regione di Ancash) con 12.080 abitanti al censimento 2007 dei quali 596 urbani e 11.484 rurali.
È stato istituito il 2 gennaio 1857.